# 勘解由使
勘解由使（かげゆし）は、日本の律令制下の令外官の一つ。平安時代初期、地方行政を監査するために設置された。和名は「とくるよしかんがふるのつかさ」。唐名は「勾勘」。
勘解由使の官庁である勘解由使庁は、太政官の北西、中務省の南に位置した。その後、監査の対象は内官（京都の各官職）へと拡大した。

## 概要
律令制の下では、国司の任期が満了したとき、事務引継ぎが問題なく行われた証として、後任国司から前任国司へ解由状（げゆじょう）という文書が交付された。奈良後期（8世紀後期）、国司行政に公廨稲収入などの利得権が生じるにつれ、前任・後任間で利得をめぐる紛争が発生するようになり、交替時の事務引継ぎが不調となる場合が生じた。
桓武天皇の代に、これに対処し地方行政を監査・監督する勘解由使の職が新設された。勘解由使の職務は、前任国司が持ち帰った解由状の監査を行ない、国司交替時の紛争を抑制し、国司行政の品質改善を図った。
勘解由使が設置されたのは、797年（延暦16年）ころとされている。806年（大同元年）、勘解由使は一旦廃止され、代わりに道単位で地方行政を監察する観察使が設置された。ただ、解由状の審査実務は、左右弁官局が継承した。
その後ほどなくして、国司の交替時における紛争が増加傾向となったため、824年（天長元年）、勘解由使が再置されることとなった。この後、国司のみならず内官（京都の各官職）の交替時にも解由状を作成することとされ、勘解由使の監査対象に加えられた。また、事務引継ぎが不調に終わった場合、その理由と前任・後任両者の主張を併記した不与解由状（ふよげゆじょう）を作成することも新たに定められた。
こうして勘解由使は、中央行政と地方行政を監査・監督する重要な職となった。職務には、不与解由状が発行されたときの紛争処理、官吏の交替に関する法規集である交替式（こうたいしき）の編纂などがあった。当時、勘解由使による監査を勘判と呼んでおり、政務の参考書籍として編まれた『政事要略』に勘判の記録（勘解由使勘判抄）が所載されている。
平安中期～後期頃から、ある官職を特定の家系が相伝する「官司の家職化」が進行していき、勘解由使の存在意義は次第に薄れていったとする見解がある一方で、同時期には受領が事実上の地方官として積極的な収奪活動を展開しており、そうした受領を監督することが勘解由使の主要な役割となっていったとする見解もある。勘解由使は、受領の活躍が見られた平安末期ごろまで、監査機関としての機能を担い続けたと考えられている。

## 内部官職
- 長官（正五位下相当）…1名　参議、左右大弁といった高官が充てられることも多かった。
- 次官（従五位下相当）…2名
- 判官（従六位下相当）…3名
- 主典（従七位下相当）…3名
- 史生
- 書生
- 使掌
- 使部